# Thurston Moore

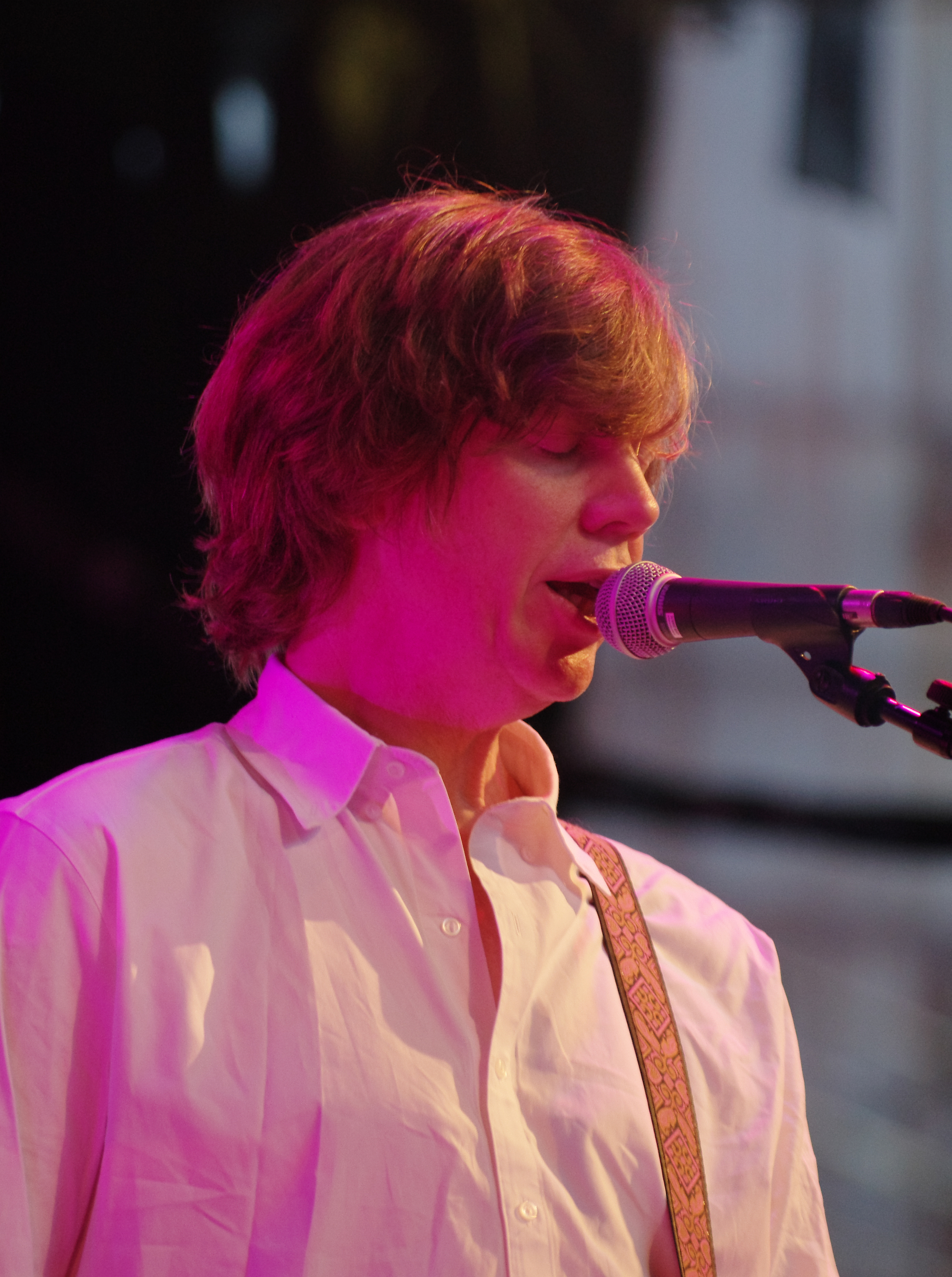
Thurston Moore

Thurston Joseph Moore (n. 25 iulie 1958) este un cântăreț, chitarist și compozitor pentru formațiile de muzică rock Sonic Youth (originară din New York City) și Chelsea Light Moving.

## Discografie
- Psychic Hearts (1995), Geffen Records
- Trees Outside the Academy (2007)
- Demolished Thoughts (2011)
- Piece for Jetsun Dolma
- Lost to the City
- Root
- Promise (Thurston Moore, Evan Parker & Walter Prati)
- Three Incredible Ideas

### Thurston Moore,Kim Gordon&Yoko Ono
- YOKOKIMTHURSTON, 2012

### Chelsea Light Moving
- Chelsea Light Moving – Chelsea Light Moving, Matador Records, 2013